# Спрео Гильдебрандта
Спрео Гильдебрандта (лат. Lamprotornis hildebrandti) — певчая птица семейства скворцовых. Названа в честь немецкого естествоиспытателя Иоганна Гильдебрандта (1847—1881).

## Описание
Грудь, горло, голова, спина, верхняя сторона крыльев и хвост взрослой птицы тёмно-синего цвета с металлическим блеском. Брюхо и нижняя сторона крыльев коричневатые. Выделяются красные глаза. Клюв и ноги серые. Птица достигает длины примерно 19 см и массы тела 57 г.
Оперение птенцов более бледного цвета, кроме того, отсутствует синяя окраска груди и горла. Глаза тёмно-коричневые.

## Распространение
Спрео Гильдебрандта — эндемик Восточной Африки, он заселяет области на северо-востоке Танзании до Центральной Кении. Предпочитает открытые лесные ландшафты и буш на высоте от 500 до 2 200 м.

## Образ жизни
Обычно птицы встречаются парами или в небольшой стае с трёхцветными спрео. Питание состоит из жуков и саранчи, а также из плодов и семян, которые птица ищет на земле. Гнездится в дуплах деревьев, которые набивает волосами и растительными волокнами. Самка откладывает от 3 до 4 яиц, длиной в среднем 25 мм и шириной 18 мм. Пение состоит из серий коротких, низких, очень мелодично звучащих последовательностей, которые заканчиваются часто отлогими звуками. Призыв во время полёта хриплое «куррра-куррра-куррра».